# Dérive des glaces

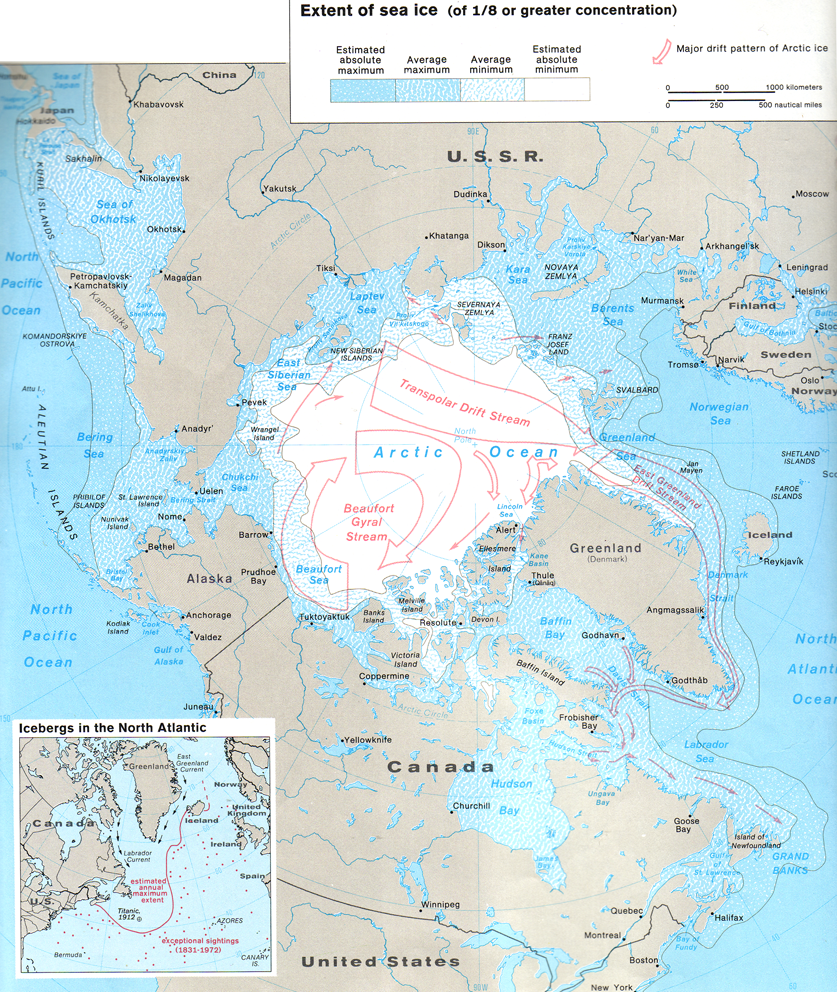
Carte des principaux courants de la dérive des glaces (flèches rouges) dans l'Arctique.

La dérive des glaces est un phénomène de mouvement des glaces à la surface de l'océan, sous l'effet de la rotation de la Terre, des courants océaniques et de la circulation atmosphérique. 
Parmi les principaux phénomènes de dérive des glaces, on peut citer :
- le mouvement de la banquise arctique dans le bassin oriental de l'océan Arctique qui mène les glaces en plusieurs années des côtes du nord de la Sibérie à celles de l'est du Groenland grâce notamment à la dérive transpolaire ;
- le mouvement de la banquise arctique dans le bassin occidental de l'océan Arctique sous l'effet du gyre de Beaufort, les glaces faisant un tour complet en une dizaine d'années.

La banquise permanente, fond mais ne disparaît jamais, elle reste en perpétuel mouvement, subissant des contraintes de compression et de traction de par les trois facteurs précédents.

## Sources